# Chalodeta pescada
Chalodeta pescada is een vlindersoort uit de familie van de prachtvlinders (Riodinidae), onderfamilie Riodininae.
Chalodeta pescada werd in 1998 beschreven door Hall, J & Willmott.